# Cebolão

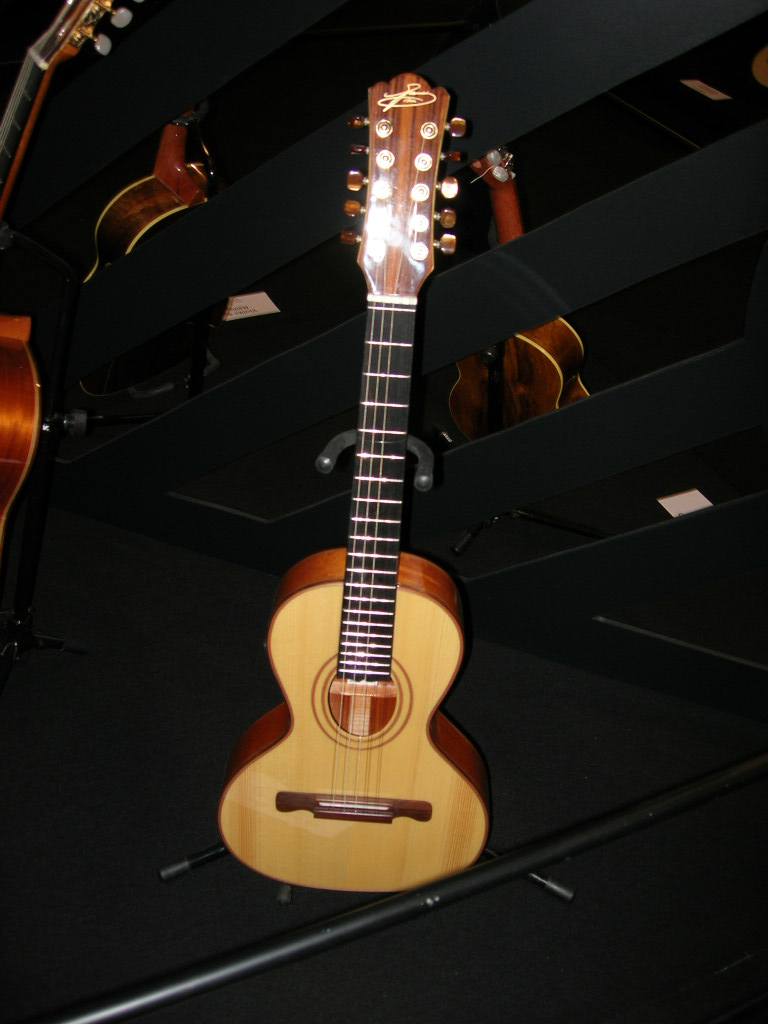
Viola caipira tipo "cinturada"

Cebolão é um tipo de afinação utilizada na viola caipira, sendo uma das afinações mais comuns no Brasil, seguida pela afinação Rio Abaixo. Seu nome é uma alusão às mulheres que, segundo dito popular, chorariam "como se estivessem cortando cebola" ao ouvir um instrumento afinado desta maneira. Segundo a sabedoria popular, é  afinação que São Gonçalo ensinou. Segundo áudio da Rádio Record em que a dupla  Tonico & Tinoco contam a história de suas vidas, eles dizem que essa afinação foi criada por eles.
- Afinação em E (tom original) do 1º ao 5º par: E, B, G#, E, B.
- Afinação em D do 1º ao 5º par: D, A, F#, D, A.

Os dois primeiros pares são afinados em uníssono, enquanto os outros três são afinados com diferença de altura em uma oitava.